# NGC 746
NGC 746 este o low-surface-brightness galaxy⁠(d) situată în constelația Andromeda. A fost descoperită în 12 septembrie 1885 de către Lewis A. Swift. Se află la o distanță de 11,58 megaparseci de Pământ.